# Dipartimento di Haut-Nyong
Il dipartimento di Haut-Nyong è un dipartimento del Camerun nella regione dell'Est.

## Comuni
Il dipartimento è suddiviso in 14 comuni:
- Abong-Mbang
- Angossas
- Atok
- Dimako
- Doumaintang
- Doumé
- Lomié
- Mboma
- Messamena
- Messok
- Mindourou
- Ngoyla
- Nguelemendouka
- Somalomo